# 슬론 장성

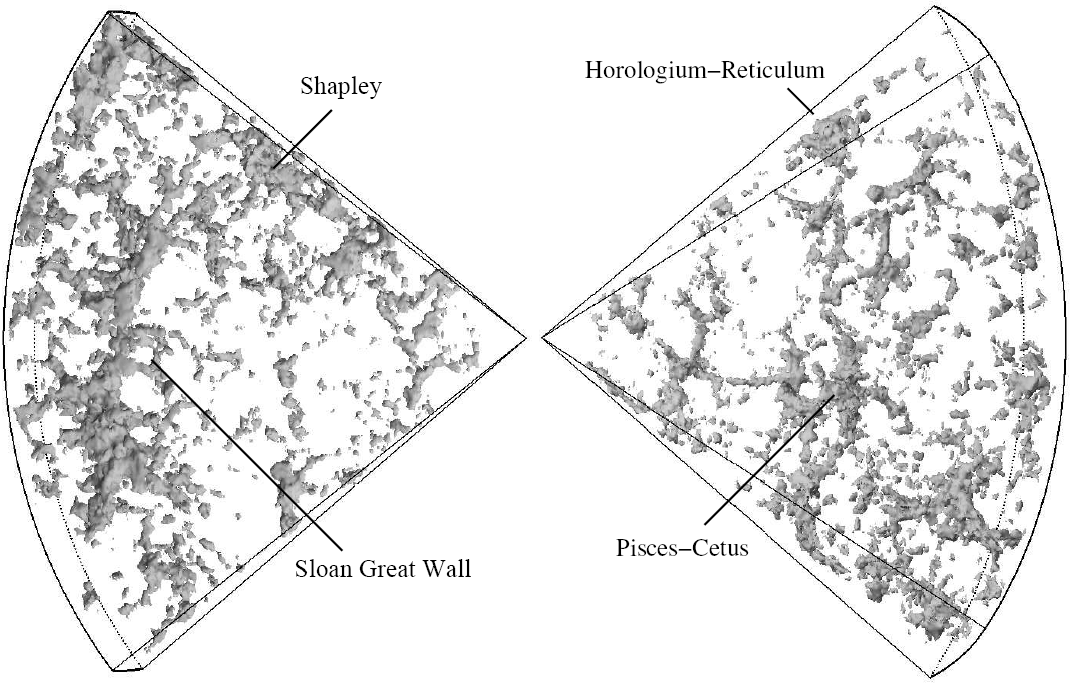
2dF galaxy redshift survey의 안쪽 부분의 DTFE 복원도이다.

슬론 장성(영어: Sloan Great Wall, SGW)은 은하의 거대한 벽(은하 필라멘트의 한 유형)으로 구성된 우주의 거대구조이다. 2003년 10월 20일, 슬론 디지털 스카이 서베이의 데이터를 기반으로 프린스턴 대학의 J. 리처드 고트 3세, 마리오 주릭과 그 동료들에 의해 발견되었다. 슬론 장성은 지구로부터 약 10억 광년 떨어진 곳에 위치해있고, 길이는 관측 가능한 우주의 지름의 약 1/60에 해당되는 13.8억 광년(1.30×1025 m)으로 측정되었다.
2013년 1월에 Huge-LQG가 발견되기 전까지 우주에서 발견된 것 중 가장 거대한 은하 필라멘트였다.
슬론 장성은 1989년 하버드 대학의 마가렛 겔러와 존 허츠라에 의해 발견된 CfA2 장성보다 2.74배 길다.
이 장성은 가장 거대하고 무거운 초은하단으로 알려진 SCl 126 및 여러 초은하단들을 포함한다. SCl 126은 슬론 장성에서 가장 밀도가 높은 지역에 위치해있고, 초은하단 SCI 111 다음으로 크다.
2011년, 슬론 장성은 그 자체가 구조가 아니라, 세 구조가 연속적으로 이어져 있다는 가능성이 제기되었다.

## 같이 보기
- Huge-LQG
- 물고기자리-고래자리 복합 초은하단
- CfA2 장성
- 헤라클레스자리-북쪽왕관자리 장성